# Колупаев, Дмитрий Антонович
Дмитрий Антонович Колупаев (1883, Российская империя — 1954, Москва) — художник постановщик театра и кино, выпускник Московского училища живописи, ваяния и зодчества, ученик К. Коровина и С. Малютина, деятель Кинематографа СССР.

## Творчество
В 1906—1913 — художник Московского Художественного театра и Московского Свободного театра.
В 1923 выставлялся с Товариществом передвижных художественных выставок.
В 1938 участвовал в выставке посвященной 20-летию Рабоче-крестьянской Красной Армии в Москве, а также экспонировал работы на многих региональных, зональных и международных выставках.
С середины 1920-х гг. до середины 1930-х гг. работал как художник-постановщик в Межрабпомфильм, Межрабпом-Русь, Ленфильм, Мосфильм и Госкино.
в 1955 выставлялся на персональной выставке в Москве.
Произведения хранятся во многих региональных музеях и частных собраниях.

## Фильмография
- 1925 Золотой запас
- 1925 Крест и Маузер
- 1926 Бухта смерти (фильм, 1926)
- 1926 Расплата («За что?»)
- 1927 Аня («Тайна Ани Гай»)
- 1927 Бабы рязанские
- 1927 Поцелуй Мэри Пикфорд
- 1927 Чашка чая
- 1928 Китайская мельница («Пробная мобилизация»)]
- 1929 Посторонняя женщина («Сплетня», «Баба», «Ревность»)]
- 1930 Тихий Дон (фильм, 1930)
- 1931 Дурень, ты Дурень!
- 1932 Изящная жизнь
- 1933 Измена («Буржуазный агитпроп»)
- 1933 Одна радость
- 1935 Вражьи тропы